# Шульженко Павло Григорович
Павло́ Григо́рович Шульже́нко (також відомий як Мацапу́ра), (? — 22 грудня 1740) — серійний вбивця, насильник та канібал часів Гетьманщини. Після організації банди та серії пограбувань, зґвалтувань і вбивств, був спійманий і страчений разом з частиною спільників.

## Життєпис
Народився ймовірно напочатку XVIII століття на Ніжинщині. Незадовго до своєї злочинної діяльності «без найму» (за просто так) проживав у знайомих або родичів на хуторі Кантакузинському, що у Золотоніській сотні Переяславського полку. Мав дружину, яку покинув невдовзі після весілля і з рідних місць відправився подалі «на хутори».

## Злочинна діяльність
Проживаючи на Золотонощині, разом з місцевими товаришами займався крадіжкою коней. Здійснивши невдалу спробу викрасти четвірку коней у бунчужного товариша Андрія Горленка, був заарештований і рік просидів у в'язниці, допоки всіх коней не було знайдено.
Вийшовши на волю, Павло майже одразу відправився до полкової в'язниці у місті Прилуки після чергової невдалої крадіжки взимку 1739. Перебуваючи під ув'язненням, пропонував свою кандидатуру на місце ката, оскільки охочих зайняти цю роботу не було, та під час Великого посту йому вдалося втекти і знову повернутися до злочинного способу життя.
Втікши з в'язниці, Мацапура відправився на добре знайомий йому хутір Романихи де зустрівся ще з шістьма злодіями. Порадившись, банда відправилася на Ніжинський шлях, де влаштувала засідку на десятьох купців, які перевозили горілку. Сімох було вбито, а трьом вдалося втекти. Трупи було зарито у сніг, а гроші та товар розділено поміж бандитами, після чого останні вирішили відсидітися на хуторах до Великодня 6 квітня.
За словами Мацапури, з'ясовуючи у жертв, де заховані гроші, бандити катували їх, підсмажуючи ноги запаленою тріскою.
Невдовзі до банди Мацапури приєдналися чотири запорожці — Іван Таран, Михайло Макаренко, Денис Гриценко, Мартин Ревицький та Василь — освічений родич останнього, навчений писати та читати. Маючи п'ять возів для перевезення награбованого, банда відправилася «идти грабить людей», як написано у матеріалах слідства. Грабувати вирішили біля села Мокіївка, а пунктом спостереження обрали високий курган Телепень.
Новими жертвами банди стали п'ять купців: трьох було забито, а двоє відкупилися, у результаті чого бандитам вдалося здобути п'ять возів і п'ять діжок горілки. Після чого ними було вбито хлопця, пастуха корів у степу, оскільки той впізнав Мацапуру. За тієї ж причини подібна доля спіткала ще двох пастухів.

Справа Мацапури наводить наступну цитату:
«поутру встретилась им какая-то женщина, с которой они, остановив, сначала чинили богомерзкий блудный грех. А затем ее кийками до смерти убили. Первым начал бить Мацапура. Сняли с нее свитку и там же, между пашнями, закопали в яму. И на другой день, увидев другую женщину, которая шла из Гуровки, перехватили ее и к возам привели. И с этой сначала чинили богомерзкий грех, а после забили насмерть кийками… Уже поздно поехали к Быковщине, под село Рудку. А на другой день, увидев двух женщин, которые шли из этого села в поле, поймали их на дороге и привели к возам, где и держали до вечера. И с ними все чинили блуд, а вечером до смерти кийками забили. Ночью, сняв свитки, там же в землю закопали».
Через пару днів на Носівському шляху було спіймано, зґвалтовано та вбито особисто Мацапурою ще одну жінку. Та на цей раз, банда вирішила скуштувати людське м'ясо, і один з бандитів, Мартин Ревицький, відрізавши жертві ікри, «взял их в воз», щоб приїхавши на могилу Телепень, зварити.
Їдучи на могилу, «побратимам» трапилася вагітна селянка. Спіймавши її, запорожець Таран запропонував поворожити, чи буде їм щастя, чи всіх їх спіймають і стратять? Для цього, мовляв, треба розрізати жінці живіт і дістати звідти плід для ворожіння. Зробивши це, і піднявши дитині голову, як стверджують документи слідчої справи, Таран «сказал, что все они погибнут». Але щоб поворожити з більшою точністю, кинув плід у мішок і прихопив із собою. Вже на могилі було розведено вогнище, після чого, запорожець, довідавшись до того ж про жіночу стать дитини, розрізав плід ножем, дістав серце і кинув у вогонь. «Когда оно из огня выскочило», знову повторив що «всех поймают». А потім запропонував кидати серце угору — «кто его в руки схватит, того не поймают, а кто не схватит, — того поймают». Спіймали — сам Таран, Василь Ревицький, Рудий, Макаренко і Гриценко. А інші промахнулися. «Я еще поживу на свете, — підсумував Таран, — а вас, братья, конечно, поймают». Потім дитину випатрали і спекли «на шашлыках». Як зізналися згодом бандити, «посолив и зажарив, все вместе съели с хлебом».
Через декілька днів банда знову спіймала чергову жертву — зовсім молоду дівчину. Її, як і багатьох інших, вистежили з вершини кургану Телепень. На цей час банда розрослася до 16 осіб. Перед тим, як убити і з'їсти, нещасну, як і досі, зґвалтували.
Але невдовзі бандитське лігво на Телепні стало сильно примітним. По околицях поповзли чутки про чисельні зникнення людей. Після ще декількох нападів на купців, які везли горілку, компанія розвіялася, а сам Мацапура подався на хутір Шелихівщину, де і був спійманий після чергової дрібної крадіжки.

## Страта
Після затримання, Лубенська полкова канцелярія допитала Мацапуру, а потім, зважаючи на особливу важливість справи, направила до тогочасної столиці Гетьманщини — міста Глухова. Там 30 вересня 1740 року Суд Військовий Генеральний, розглянувши справу, ухвалив:
«За ядение человеческого мяса, чего и нечестивые варвары не чинят, в силу указанных прав малороссийских, учинить жестокую смертную казнь на той же могиле Телепне, около которой чинили разбой. А именно — Мацапуре, который был предводителем тем разбоям… отрубив ему пальцы на руках и ногах и обрезав ему уши и нос, посадить живого на кол. Товарищам его — Мищенко, Пивненко и Пащенко, которые последовали тем его злым делам, четвертовав, отсечь головы и около него их положить на колесах, и части их на колья насадить на страх другим таковым».
Генеральна військова канцелярія дещо змінила цей вирок. Через віддаленість Телепня від великих населених пунктів, стратити там розбійників визнали непоказовими. Для педагогічної наочності людожера вирішили посадити на палю прямо у Глухові.
Там 22 грудня 1740 року він, суворо за судовим сценарієм, був страчений. Сталося це на виїзді з міста у бік Києва. А на дорозі з Глухова до Путивля четвертували Міщенка. Пивненка стратили ще 26 жовтня у Прилуках на ярмарку «при народном собрании». І лише Андрій Пащенко був четвертований наступного дня на могилі Телепень, що розташовувалася за 40 верст від Прилук.
Запорожець Таран та ще одинадцять соратників Мацапури зникли у невідомому напрямку.